# Éréac
Éréac [eʁeak]  (Erya en gallo) est une commune française située dans le département des Côtes-d'Armor en région Bretagne.

## Géographie

### Situation
Éréac est située à mi-parcours de Rennes et de Saint-Brieuc via l'accès à la RN 12 distante d'une dizaine de kilomètres.
Sur toute la limite sud de la commune, la Rance, petit fleuve côtier, forme une frontière naturelle avec les communes de Lanrelas et Saint-Launeuc.
Une autre petite rivière, la Rosette, prend sa source sur la commune d'Éréac pour former, une vingtaine de kilomètres en aval, un lac d'une centaine d'hectares à Jugon-les-Lacs.

### Communes limitrophes
| Le Mené  | Rouillac      | Sévignac |
|          | Éréac         | Lanrelas |
| Mérillac | Saint-Launeuc | Lanrelas |

### Hydrographie
Pour un article plus général, voir Réseau hydrographique des Côtes-d'Armor.
La commune est située dans le bassin Loire-Bretagne. Elle est drainée par la Rance, la Rosette, le ruisseau de la Plançonnais et un autre petit cours d'eau,.
La Rance, d'une longueur de 104 km, prend sa source dans la commune du Mené et se jette  dans la Manche entre Dinard et Saint-Malo, après avoir traversé 28 communes. 
La Rosette, d'une longueur de 31 km, prend sa source dans la commune  et se jette  dans l'Arguenon à Jugon-les-Lacs, après avoir traversé huit communes. 

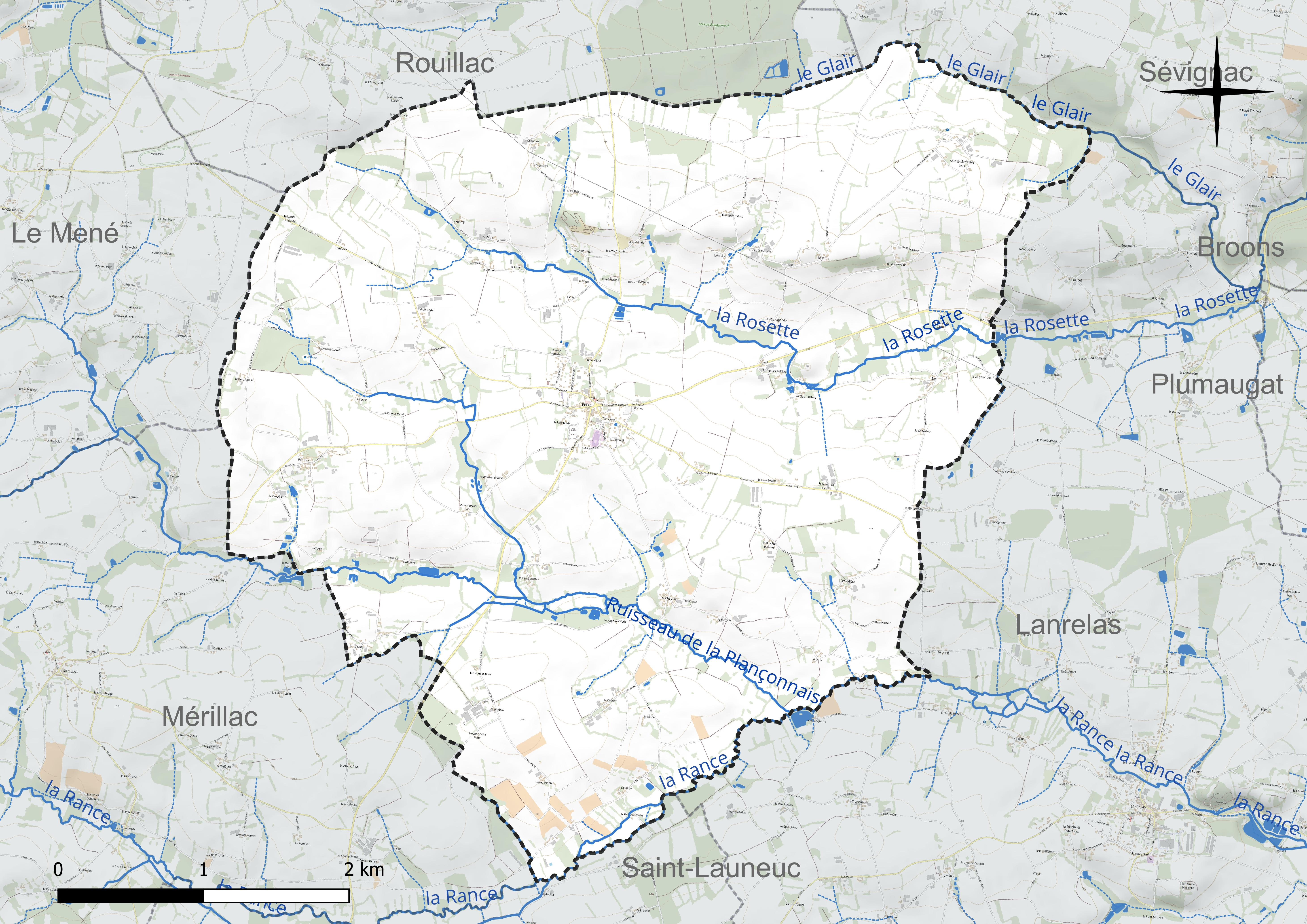
Réseau hydrographique d'Éréac.

### Climat
Pour des articles plus généraux, voir Climat de la Bretagne et Climat des Côtes-d'Armor.
En 2010, le climat de la commune est de type climat océanique franc, selon une étude du CNRS s'appuyant sur une série de données couvrant la période 1971-2000. En 2020, Météo-France publie une typologie des climats de la France métropolitaine dans laquelle la commune est exposée à un climat océanique et est dans une zone de transition entre les régions climatiques « Finistère nord  » et « Bretagne orientale et méridionale, Pays nantais, Vendée ». Parallèlement l'observatoire de l'environnement en Bretagne publie en 2020 un zonage climatique de la région Bretagne, s'appuyant sur des données de Météo-France de 2009. La commune est, selon ce zonage, dans la zone « Intérieur Est », avec des hivers frais, des étés chauds et des pluies modérées).
Pour la période 1971-2000, la température annuelle moyenne est de 11,1 °C, avec une amplitude thermique annuelle de 12,1 °C. Le cumul annuel moyen de précipitations est de 786 mm, avec 12,8 jours de précipitations en janvier et 6,6 jours en juillet. Pour la période 1991-2020, la température moyenne annuelle observée sur la station météorologique la plus proche, située sur la commune de Merdrignac à 10 km à vol d'oiseau, est de 11,7 °C et le cumul annuel moyen de précipitations est de 905,0 mm,. Pour l'avenir, les paramètres climatiques de la commune estimés pour 2050 selon différents scénarios d'émission de gaz à effet de serre sont consultables sur un site dédié publié par Météo-France en novembre 2022.

## Urbanisme

### Typologie
Au 1er janvier 2024, Éréac est catégorisée commune rurale à habitat très dispersé, selon la nouvelle grille communale de densité à 7 niveaux définie par l'Insee en 2022.
Elle est située hors unité urbaine et hors attraction des villes,.

### Occupation des sols
L'occupation des sols de la commune, telle qu'elle ressort de la base de données européenne d’occupation biophysique des sols Corine Land Cover (CLC), est marquée par l'importance des territoires agricoles (97,4 % en 2018), une proportion sensiblement équivalente à celle de 1990 (97,5 %). La répartition détaillée en 2018 est la suivante : terres arables (66,6 %), zones agricoles hétérogènes (18,6 %), prairies (12,2 %), zones urbanisées (1,5 %), forêts (1 %). L'évolution de l'occupation des sols de la commune et de ses infrastructures peut être observée sur les différentes représentations cartographiques du territoire : la carte de Cassini (XVIIIe siècle), la carte d'état-major (1820-1866) et les cartes ou photos aériennes de l'IGN pour la période actuelle (1950 à aujourd'hui).

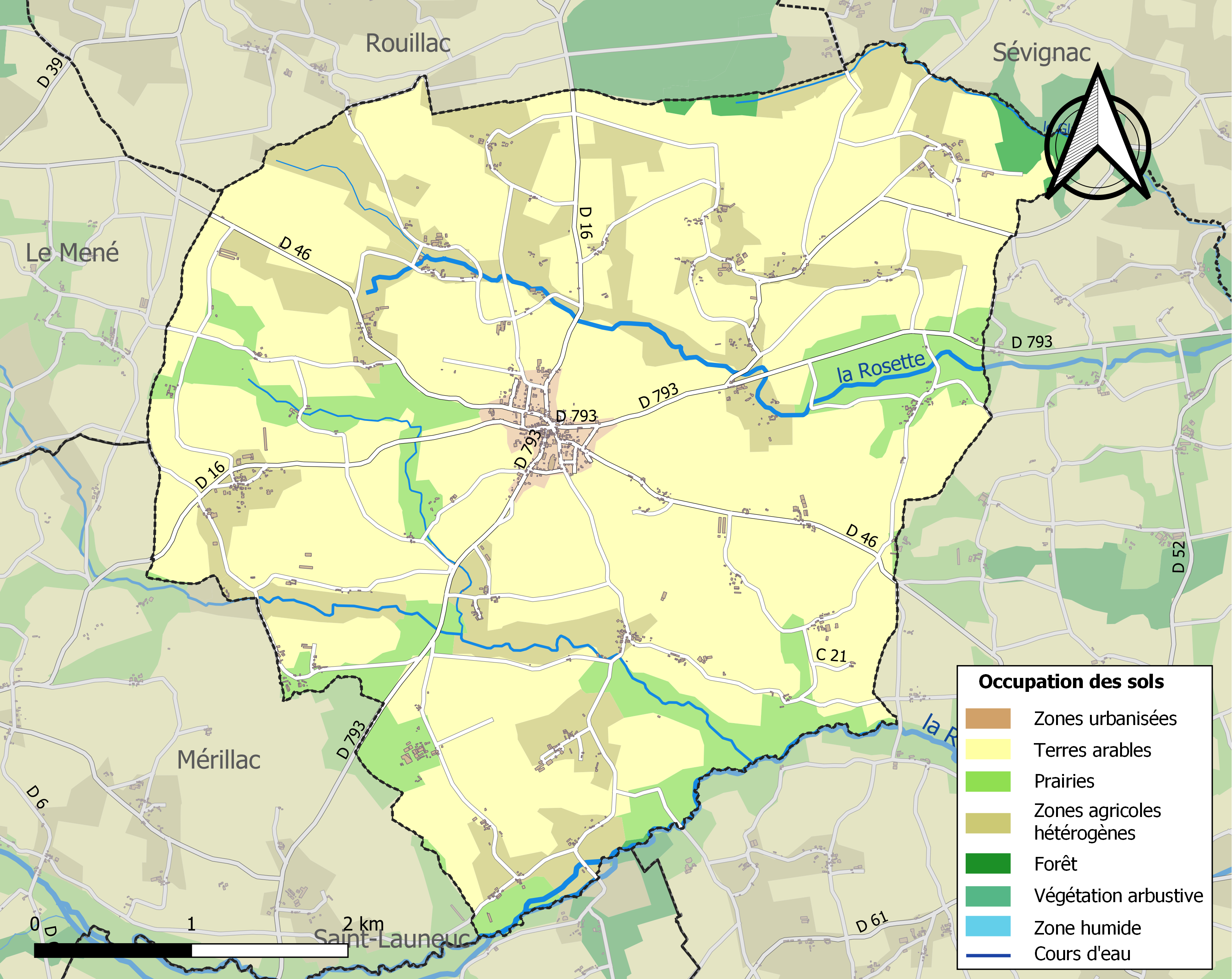
Carte des infrastructures et de l'occupation des sols de la commune en 2018 (CLC).

## Toponymie
On rencontre les appellations suivantes : Eccl. de Yriac (vers 1330), Eréac (en 1352), Yriac (en 1388), Yrreac (en 1405), Irriac (en 1407), Ereac (en 1451).
Éréac viendrait du latin Irrius (nom d'homme latin) et du suffixe gaulois -acum.
Erya en gallo.

## Histoire

### Le Moyen Âge
Jusqu'à la veille de la création des communes en 1790, Éréac était sous la juridiction de la seigneurie du Châtelier. L'un des sires du Châtelier est mentionné en 1352 comme témoin apposant son sceau à une lettre de la duchesse, épouse de Charles de Blois.
Éréac est mentionné comme paroisse dès 1440 dans une lettre du duc Jean V.
Un document plus ancien mentionnerait la paroisse d'« Yriac » en 1330[réf. souhaitée].

### LeXXesiècle

#### La Première Guerre mondiale
Le monument aux morts porte les noms de 67 soldats morts pour la Patrie pendant la Première Guerre mondiale.

#### La Seconde Guerre mondiale
Le monument aux morts porte les noms de 14 personnes mortes pour la France durant la Seconde Guerre mondiale.

#### L'après Seconde Guerre mondiale
Entre 1946 et 1960 plusieurs dizaines de jeunes de Plumaugat, Éréac, Lanrelas, Mauron, Saint-Méen, etc.. sont partis faire la récolte des betteraves à sucre dans le nord de la France pour gagner leur vie et améliorer l’ordinaire de leur famille restée au pays.

## Politique et administration

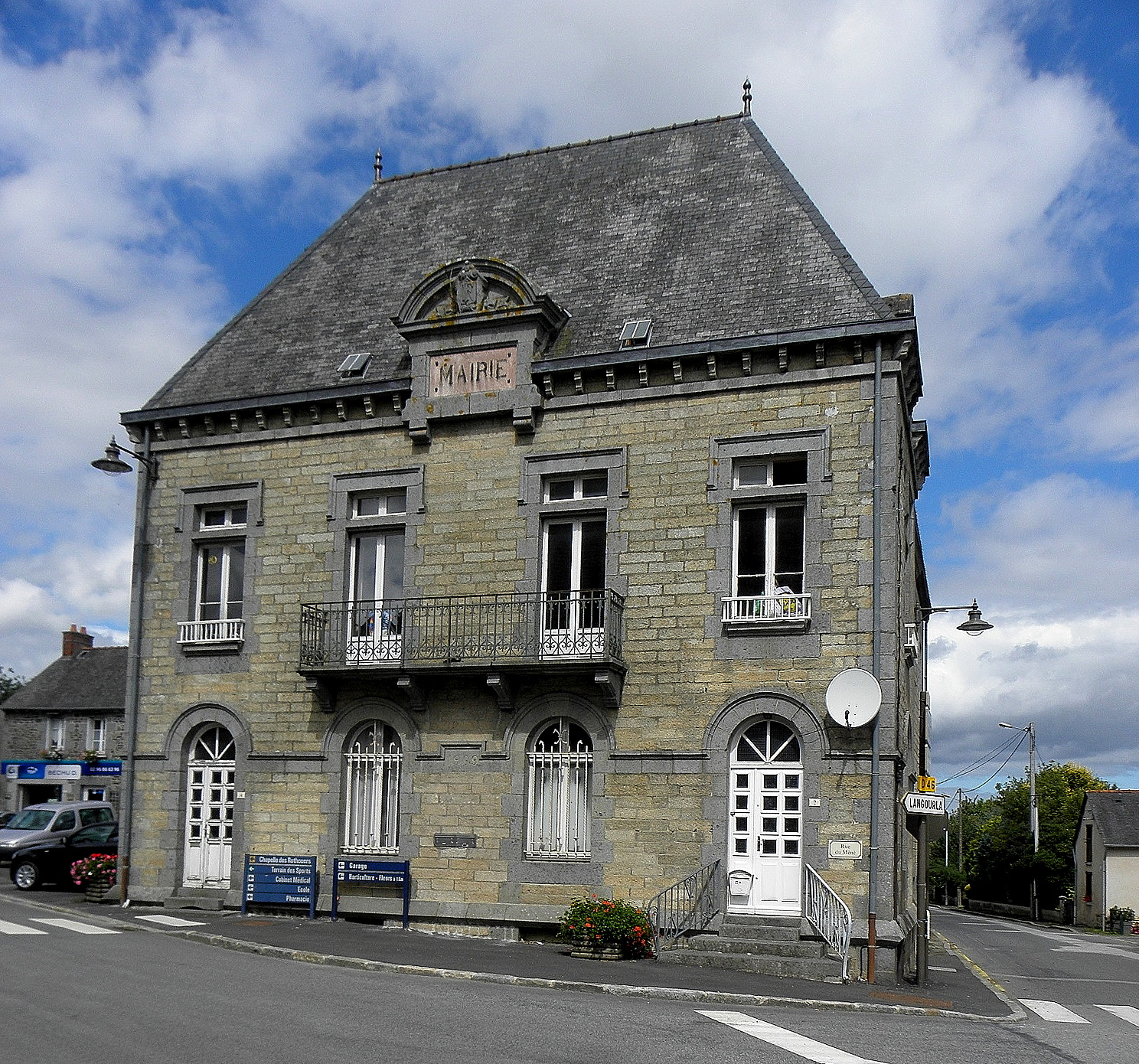
Ancienne mairie d'Éréac.

Appartenant à la communauté de communes du Pays de Du Guesclin jusqu'au 31 décembre 2016, Éréac est rattachée depuis le 1er janvier 2017 à la communauté de communes de Lamballe Terre et Mer.
| Période                                  | Période                   | Identité                                        | Étiquette | Qualité |
| ---------------------------------------- | ------------------------- | ----------------------------------------------- | --------- | --- |
| Les données manquantes sont à compléter. |                           |                                                 |           | |
| mars 1832                                | décembre 1835             | Francois Kersanté                               |           | |
| janvier 1836                             | janvier 1838              | Pierre Jacques Bedel                            |           | |
| avril 1839                               | août 1848                 | René Ange Bedel (1803-1854, fils du précédent)  |           | |
| août 1848                                | septembre 1853            | Henri Joseph Duval                              |           | |
| septembre 1853                           | juin 1886                 | Francois Jean Pilorget                          |           | |
| juin 1886                                | mai 1890                  | Saturnin Pilorget (1860-1914)                   |           | |
| juin 1890                                | juin 1891                 | Léon Duval                                      |           | |
| juillet 1891                             | mai 1908                  | Pierre Marie Douard                             |           | Propriétaire                                                                                                |
| mai 1908                                 | 1913 (démission)          | Saturnin Pilorget (1860-1914)                   |           | |
| 1913                                     | décembre 1919             | Pierre Marie Douard                             |           | Propriétaire                                                                                                |
| décembre 1919                            | mai 1935                  | Francois Ribault                                |           | |
| mai 1935                                 | mai 1953                  | Francis Bedel (1890-1964)                       |           | Boulanger, résistant                                                                                        |
| mai 1953                                 | mars 1983                 | Pierre Douard (1908-1986)                       | DVD       | Cultivateur Conseiller général de Broons (1964 → 1976) Président du SIVOM du canton de Broons (1966 → 1983) |
| mars 1983                                | juin 1995                 | Charles Coquio (1921-2009)                      |           | Premier clerc de notaire, maire honoraire Adjoint au maire (1965 → 1983)                                    |
| juin 1995                                | mars 2001                 | Christian Fornier (1946-2023)                   |           | Médecin généraliste Adjoint au maire (1989 → 1995)                                                          |
| mars 2001                                | mars 2008                 | Yvette Éon                                      | DVG       | Retraitée de l'enseignement privé                                                                           |
| mars 2008                                | mars 2014                 | Élie Geffray                                    | PS        | Prêtre |
| mars 2014                                | En cours (au 31 mai 2020) | Nicole Drobecq, Réélue pour le mandat 2020-2026 | PS        | Retraitée                                                                                                   |

## Démographie
| 1793  | 1800  | 1806  | 1821  | 1831  | 1836  | 1841  | 1846  | 1851  |
| ----- | ----- | ----- | ----- | ----- | ----- | ----- | ----- | ----- |
| 1 157 | 1 026 | 1 119 | 1 212 | 1 269 | 1 327 | 1 254 | 1 310 | 1 395 |

| 1856  | 1861  | 1866  | 1872  | 1876  | 1881  | 1886  | 1891  | 1896  |
| ----- | ----- | ----- | ----- | ----- | ----- | ----- | ----- | ----- |
| 1 337 | 1 384 | 1 399 | 1 403 | 1 460 | 1 470 | 1 502 | 1 514 | 1 478 |

| 1901  | 1906  | 1911  | 1921  | 1926  | 1931  | 1936  | 1946  | 1954  |
| ----- | ----- | ----- | ----- | ----- | ----- | ----- | ----- | ----- |
| 1 477 | 1 505 | 1 563 | 1 430 | 1 380 | 1 272 | 1 250 | 1 182 | 1 113 |

| 1962  | 1968 | 1975 | 1982 | 1990 | 1999 | 2005 | 2006 | 2010 |
| ----- | ---- | ---- | ---- | ---- | ---- | ---- | ---- | ---- |
| 1 021 | 921  | 817  | 736  | 706  | 600  | 620  | 624  | 644  |

| 2015 | 2020 | 2022 | - | - | - | - | - | - |
| ---- | ---- | ---- | - | - | - | - | - | - |
| 681  | 682  | 676  | - | - | - | - | - | - |

## Lieux et monuments

### La chapelle du Châtelier
- La chapelle du Châtelier (XVe et XVIIIe siècles) est édifiée au centre du hameau du même nom et dédiée à Saint-Jean-Baptiste. Elle a été bénite le 29 janvier 1775. On peut noter aussi que cet édifice se trouve à proximité d'une motte castrale très bien conservée, au Bois-des-Buttes[19].

### La chapelle des Rothouers
- La chapelle des Rothouers a été érigée en 1765. Elle était de construction médiocre et fut reconstruite en 1858[19]. Elle est entourée d'un espace planté d'arbres. Devant cette chapelle, deux arbres remarquables : « Cryptomeria japonica » qui ont atteint une grande taille.

### L'église Saint-Pierre
- L'église a été reconstruite de 1900 à 1904. Comme la plupart des églises de la région, elle est de style néo-gothique. Elle conserve à l'intérieur une cuve baptismale en granit du XVe siècle[19].

## Personnalité liée à la commune
- Bertrand Marchand, entraîneur français de football, a joué dans l'équipe d'Éréac de 1965 à 1971.

## Héraldique
| Blason | Blasonnement : D'or au chef de sable. Commentaires : Les armoiries de la famille du Chastelier, jadis maître des lieux, étaient : D'or au chef de sable, chargé d'un lambel de trois pièces d'argent. |